# 비츠 일렉트로닉스
비츠 일렉트로닉스(영어: Beats Electronics)는 미국의 힙합 아티스트 닥터 드레가 몬스터와 콜라보레이션으로 출시한 음향 기기 브랜드이다.
몬스터와의 계약기간이 끝나자 비츠일렉트로닉스는 상호명을 비츠로 바꾸고 단독브랜드로 런칭했다

## 연혁

### 2008년
- 미국의 래퍼이자 프로듀서인 닥터 드레와 인터스코프 레코드의 회장 지미 아이오빈이 협력, 비츠 일렉트로닉스가 설립되다.
- 미국의 케이블 제작 회사인 몬스터 케이블과 계약을 맺다.
- 첫 번째 제품 Beats Studio가 출시되다.

### 2009년
- Beats Tour와 Beats Solo가 출시되다.
- 미국의 가수 레이디 가가가 제작에 참여한 제품 Heartbeats가 출시되다.
- iBeats가 출시되다.
- 미국의 가수 디디가 제작에 참여한 제품 Diddytbeats가 출시되다.
- Beats Solo를 개량한 제품 Beats Solo HD가 출시되다.
- Beats Pro가 출시되다.

### 2010년
- 미국의 농구선수 르브론 제임스가 제작에 참여한 제품 Powerbeats가 출시되다.
- Heartbeats를 개량한 제품 Heartbeats 2.0이 출시되다.
- 첫 번째 스피커 제품 Beats Box가 출시되다.

### 2011년
- 프랑스의 DJ 데이비드 게타가 제작에 참여한 제품 Beats Mixr가 출시되다.
- 첫 번째 무선 제품 Beats Wireless가 출시되다.

### 2012년
- 비츠 일렉트로닉스와 몬스터 케이블의 계약이 종료되다.
- Beats Executive가 출시되다.
- Urbeats가 출시되다.[1]

### 2013년
- Beats Pill이 출시되다.
- Beats Tour와 Beats Studio의 개량 모델 Tour 2.0과 Studio 2.0이 출시되다.
- Studio의 무선형 모델 Beats Studio Wireless가 출시되다.
- Beats Pill XL가 출시되다.
- Beats Pill의 개량 모델 Pill 2.0이 출시되다.

### 2014년
- Beats Solo의 개량 모델 Solo2가 출시되다.
- Powerbeats의 무선형 모델 Powerbeats2 Wireless가 출시되다.
- 애플이 비츠 일렉트로닉스를 30억 달러에 인수하다.

## 제품
| 종류   | 제품명                | 제작자             |
| ------ | --------------------- | ------------------ |
| 헤드폰 | Beats Pro             | 닥터 드레, 릴 웨인 |
| 헤드폰 | Beats Studio          | 닥터 드레          |
| 헤드폰 | Beats Studio 2.0      | 닥터 드레          |
| 헤드폰 | Beats Executive       | 닥터 드레          |
| 헤드폰 | Beats Wireless        | 닥터 드레          |
| 헤드폰 | Beats Studio Wireless | 닥터 드레          |
| 헤드폰 | Beats Mixr            | 데이비드 게타      |
| 헤드폰 | Beats Solo            | 닥터 드레          |
| 헤드폰 | Beats Solo HD         | 닥터 드레          |
| 헤드폰 | Beats Solo2           | 닥터 드레          |
| 이어폰 | Beats Tour            | 닥터 드레          |
| 이어폰 | Beats Tour 2.0        | 닥터 드레          |
| 이어폰 | PowerBeats            | 르브론 제임스      |
| 이어폰 | PowerBeats2 Wireless  | 르브론 제임스      |
| 이어폰 | Heartbeats            | 레이디 가가        |
| 이어폰 | Heartbeats 2.0        | 레이디 가가        |
| 이어폰 | Diddybeats            | 디디               |
| 이어폰 | urBeats               | HTC                |
| 이어폰 | iBeats                | 애플               |
| 스피커 | Beatbox               | 닥터 드레          |
| 스피커 | Beatbox Portable      | 닥터 드레          |
| 스피커 | Beats Pill            | 닥터 드레          |
| 스피커 | Beats Pill 2.0        | 닥터 드레          |
| 스피커 | Beats Pill XL         | 닥터 드레          |

## 협력 활동
비츠 일렉트로닉스는 여러 회사와 협력 활동을 하고 있다. 주로 협력 회사의 제품에 비츠 오디오를 탑재하여 출시하는 활동을 한다.
- 크라이슬러 - Chrysler 300S, Dodge Charger
- 피아트 - FIAT 500 시리즈
- HP - HP ENVY14 Beats Edition
- HTC - HTC 센세이션 XL
- 현대자동차 - 현대 벨로스터, 현대 i30

## 자선 사업
Beats Solo HD Product Red 제품 수입의 일부는 아프리카의 에이즈 퇴치에 쓰이고 있다.